# 행동화
행동화(영어: Acting out, 독일어: Agieren)는 정신분석에서 규명한 방어 기제중 하나로, 자신의 억눌린 고통을 행동을 통해서 표현하는 감정 해소의 한 방법이다.
이것은 투사(projection)와 함께 미숙한 방어기제로 분류된다.
특정 행동을 외부로부터 금기당했을 때나, 개인이 내적 갈등이 있을 때 일어난다. 본능을 억누른 채 의식적으로 본능과 다른 행동을 하려고 하면 무의식적인 부정의 과정에서 일어나는 것이다.

## 같이 보기
- 억압
- 금기
- 금단의 열매
- 강박적 반복
- 주지화